# Cabras (cognome)
Cabras è un cognome di lingua sarda.

## Varianti
Il cognome non presenta varianti.

## Origine e diffusione
Il cognome è tipicamente sardo.
Potrebbe derivare dal termine "capra", animale, così come il cognome italiano Capra. E' semanticamente affine ai cognomi italiani Bersani, Gioberti, Verbicaro e Zimmaro e al cognome francese Joubert.

## Persone
- Antonello Cabras (1949) – politico, ingegnere e insegnante italiano
- Cesare Cabras (1886-1968) – pittore italiano
- Francesco Cabras (1966) – regista, attore, fotografo, paroliere e produttore italiano